# Astro Gungar
Astroganger (アストロガンガー Astroganga?) es una serie anime de Super Robots, creada por Knack Productions. Constaba de 26 episodios y se transmitió originalmente desde 4 de octubre de 1972 al 28 de marzo de 1973. Se sabe que en España fue distribuida en VHS durante los años 80 y posiblemente se haya emitido en algunos canales.

## Trama
Una mujer extraterrestre llamada Maya aterriza en la Tierra. Su planeta natal fue destruido por los Blasters, una cruel raza alienígena que roba los recursos naturales de otros planetas. Ella se enamora de un científico y da a luz a un niño llamado Kentaro. Cuando los Blasters comienzan a invadir la Tierra, Kentaro tendrá que defenderla con un robot de metal viviente llamado Astroganger.

## Producción
Esta fue la primera serie de Super Robots en color, superando a Mazinger Z por dos meses.
Astroganger es muy diferente de la mayoría de los robots del género. Es un ser sensible que puede hablar, pensar y sentir dolor. No tiene habilidades especiales y debe confiar en su fuerza para ganar batallas.

## Popularidad
Astroganger fue muy popular en Oriente Medio, También fueron muy populares sus emisiones en Italia y España.